# Lucari
Lucari (Luccari, de Lukaris, de Lucaris), splitska plemićka obitelj koja je imala sjedište u gradskoj četvrti sv. Dujma u južnom dijelu Dioklecijanove palače.
Rodonačelnik obitelji je Lukar Andrijin koji se spominje 1312. godine. Najpoznatiji član obitelji je njegov sin Dominik Lukarev Stariji († 1348.), kanonik, arhiđakon i splitski nadbiskup (1328. – 1348.), koji je dao prepisati sve stare listine koje su splitskoj Crkvi izdali hrvatski narodni vladari te ugarski kraljevi. Njegov nećak, Dominik Lukarev Mlađi bio je izabran za kninskog biskupa.
Obitelj se spominje u Splitu do 1645. godine, a nije jasno jesu li izumrli ili su se iselili.